# Johann Philipp Becker
Johann Phillipp Becker (20 de março de 1809, Frankenthal - 9 de dezembro de 1886, Genf) foi um socialista alemão e proeminente membro da Associação Internacional dos Trabalhadores, sendo o fundador do Grupo de Seções de Língua Alemã, baseado em Genebra, na Suíça, e que por um bom tempo foi o único organizador dos núcleos da Internacional na Confederação Alemã, devido as leis prussianas de associação, que impediam os grupos políticos alemães de estabelecer relações estruturais com organizações de outros países.